# Kissamos
Kissamos (in greco Κίσσαμος?) è un comune della Grecia situato nell'isola di Creta (unità periferica di La Canea) con 11 470 abitanti secondo i dati del censimento 2001.
A seguito della riforma amministrativa detta Programma Callicrate in vigore dal gennaio 2011 che ha abolito le prefetture e accorpato numerosi comuni, la superficie del comune è ora di 341 km² e la popolazione è passata da 7 463 a 11 470 abitanti. Il comune è composto dagli ex territori comunali di Kissamos, Innachori e Mythimna.
Ιl suo territorio occupa l'estremità nord occidentale di Creta, che comprende il Golfo di Kissamos, Capo Grabusa (con le isole di Imeri Gramvousa, Agria Gramvousa, Tigani e Pontikonisi) e la costa occidentale fino a Elafonīsi, che rappresenta il punto più a ovest di tutta Creta.

## Geografia fisica
Il territorio di Kissamos è montuoso e collinare con qualche breve tratto di pianura costiera (soprattutto nell'area circostante alla città che si apre verso la pianura costiera di Platanias). Il comune è bagnato dal Golfo di Kissamos e dal Mar Mediterraneo ad ovest. Le sue coste sono abbastanza frastagliate. 

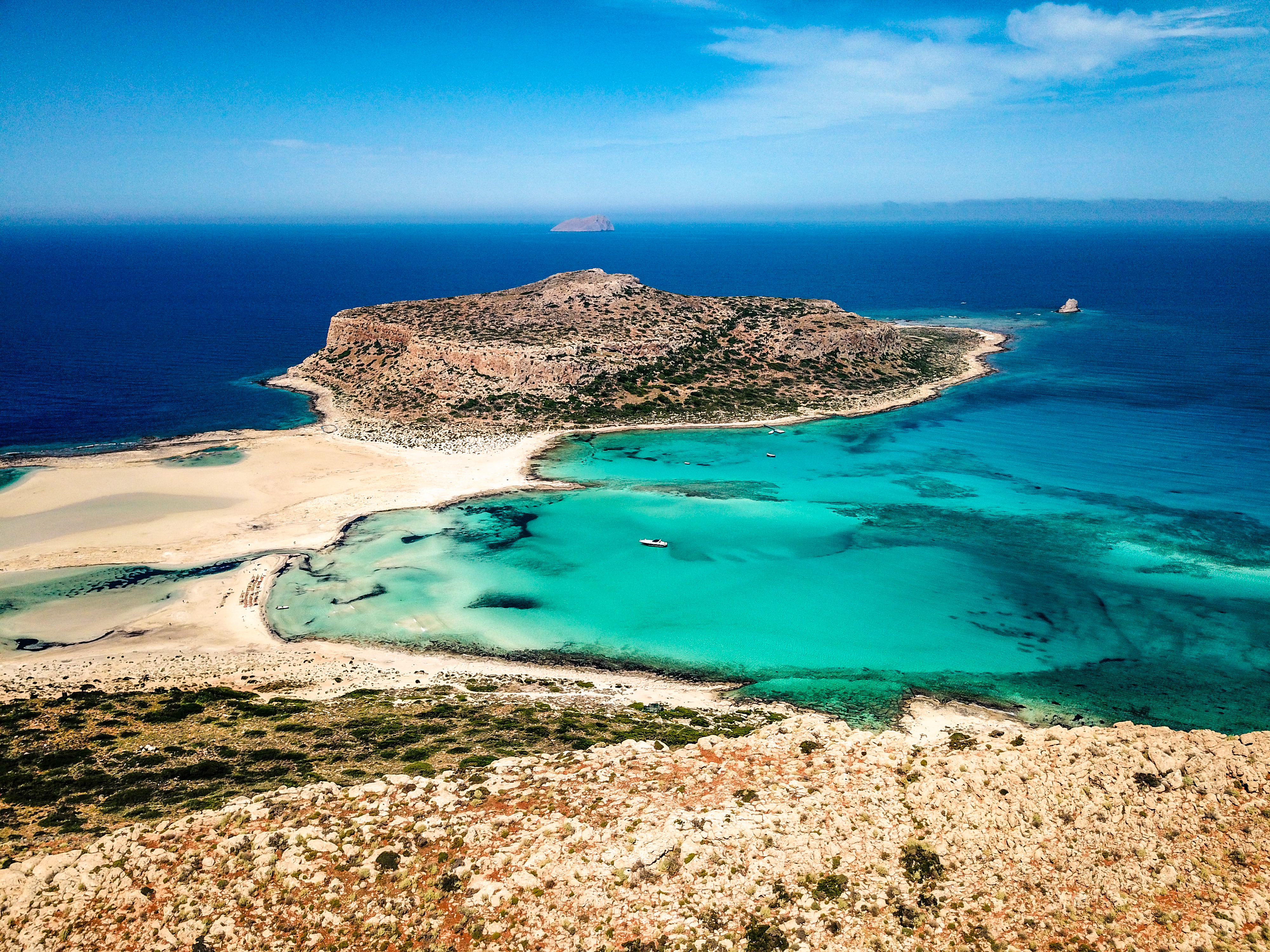
La spiaggia di Balos

Al comune appartengono la penisola di Grabusa, protesa verso nord e che delimita il golfo di Kissamos ad Occidente e l'isola di Elafonīsi, raggiungibile a piedi dalla terraferma, che costituisce una riserva naturale protetta. Per visitare la penisola di Grabusa e la spiaggia di Balos è necessario pagare un ingresso di 1 €.

## Storia

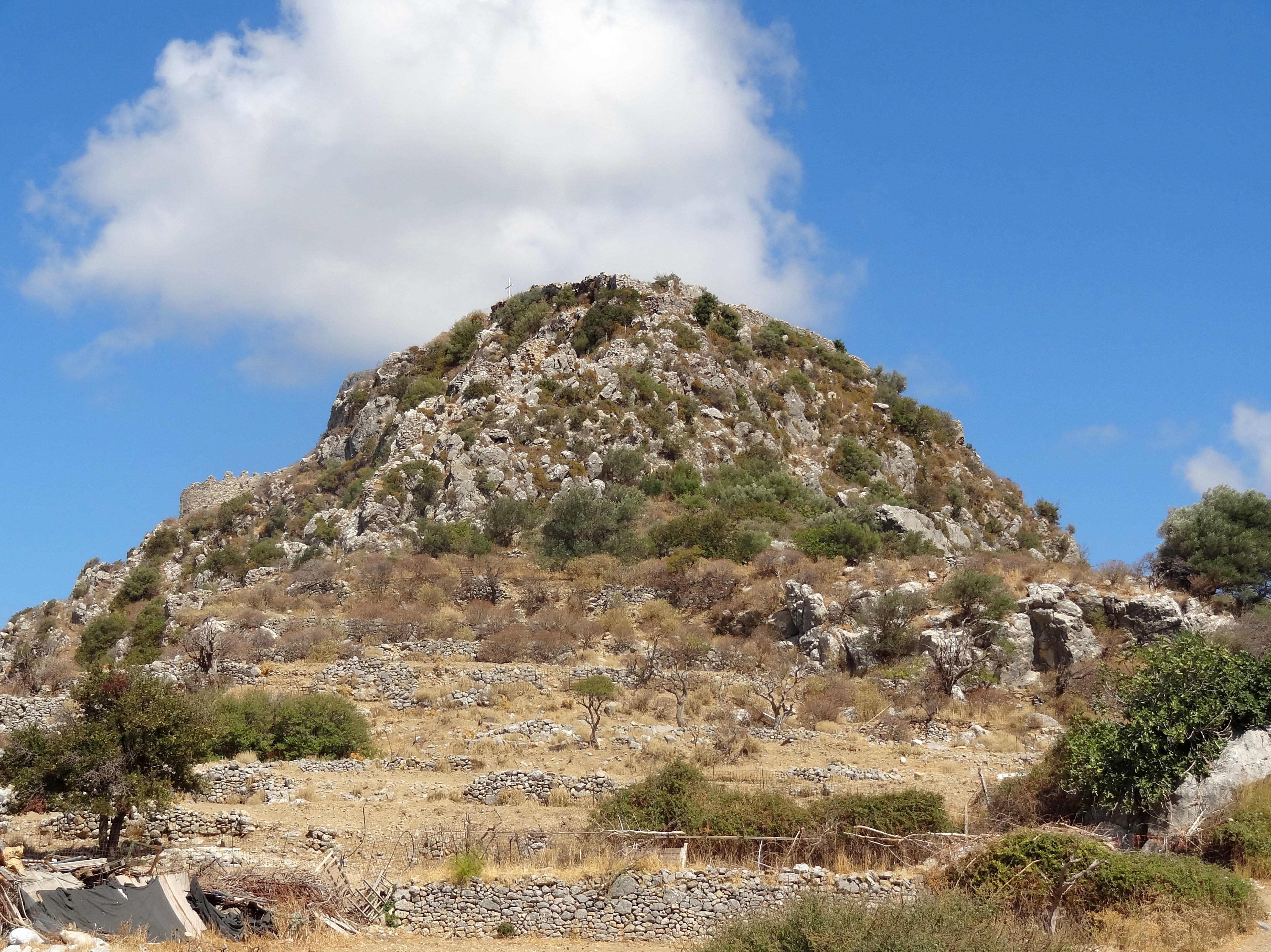
L'Acropoli di Polirrinia

### Neolitico ed età minoica
La storia di Kissamos e dell'area circostante si perde nel profondo dei secoli ed è direttamente connessa con la storia non solo della prefettura di Chania, ma anche di Creta in generale. Ci sono prove che testimoniano l'attività umana che risalgono al Neolitico, come ad esempio nella grotta di Santa Sofia in Topolia ed anche alcuni insediamenti di epoca minoica a Nopigia, nell'area di Chrysoskalitissa, a sud di Falasarna, a Viglia Gramvousa. 
Nei secoli, Kissamos sviluppò una ricca attività commerciale ed economica. La sua posizione geografica era molto strategica per i commerci con il Peloponneso e Cerigo. La locazione geografica di Kissamos, così come quella di Creta, fu conquistata da molti popoli (achei, romani, bizantini, veneziani, turchi).
Kissamos e il suo golfo divennero con i Dori, una città stato che aveva sede a Polirrinia, a soli 7 km a sud dall'attuale città di Kissamos. Ancora oggi sono rimasti resti dell'antica acropoli dorica. 

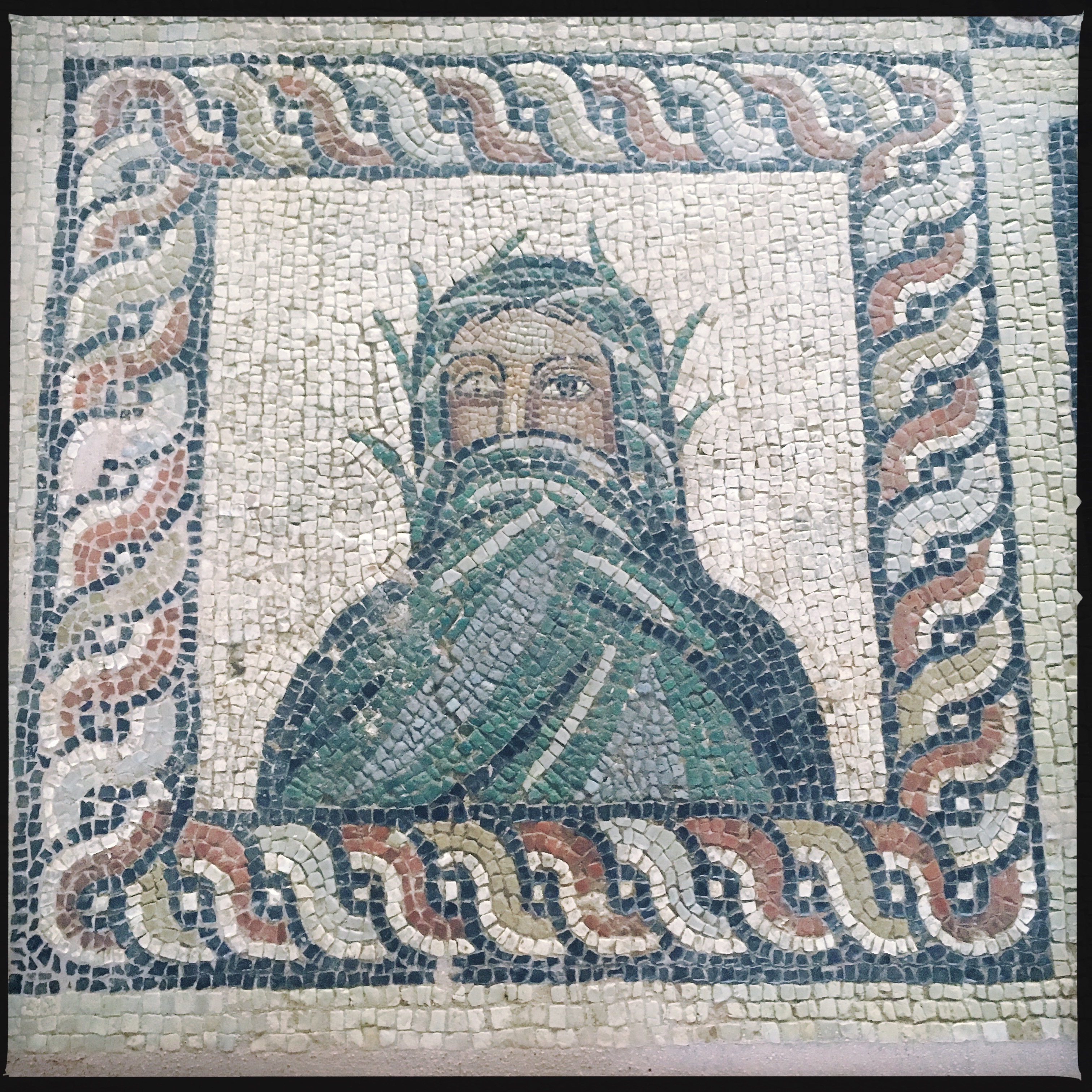
Un mosaico di epoca romana, Museo Archeologico di Kissamos

### Età greca e romana
L'area di Kissamos fu citata da molti scrittori antichi come Strabone, Plinio il Vecchio e Tolomeo. Tra i villaggi che sono stati citati vi sono: Inachorion, Falassarna, Kissamos, Mithymna, Polyrinia, Rokka e molte altre. La città di Kissamos crebbe cospicuamente con la conquista romana dell'isola di Creta, nel 69 a.C. Le varie guerre civili e tra polis cessarono e si diedero le condizioni per un florido periodo di commerci e un forte incremento demografico. La città di Kissamos si trovava al suo apogeo. Anche l'antica città di Polirrinia crebbe, anche se rimase solo una roccaforte, che i Romani tennero come punto di presidio nell'area, data la sua posizione nell'entroterra, da cui era facile controllare i nemici provenienti dal mare. Inoltre Polirrinia non prese parte alle lotte che intrapresero le altre città-stato cretesi contro i Romani e ciò ne comportò un rapporto privilegiato con Roma.

### Età bizantina
L'antica città di Kissamos divenne un vescovato cristiano, un suffragano della sede metropolitana di Gortyna, la capitale della provincia romana di Creta. Solo due dei suoi vescovi del primo millennio sono nominati in dei documenti ufficiali ancora esistenti: Teopemptus o Niceta, che prese parte al Consiglio di Trullan nel 692, e Leone al II Concilio di Nicea nel 787. 

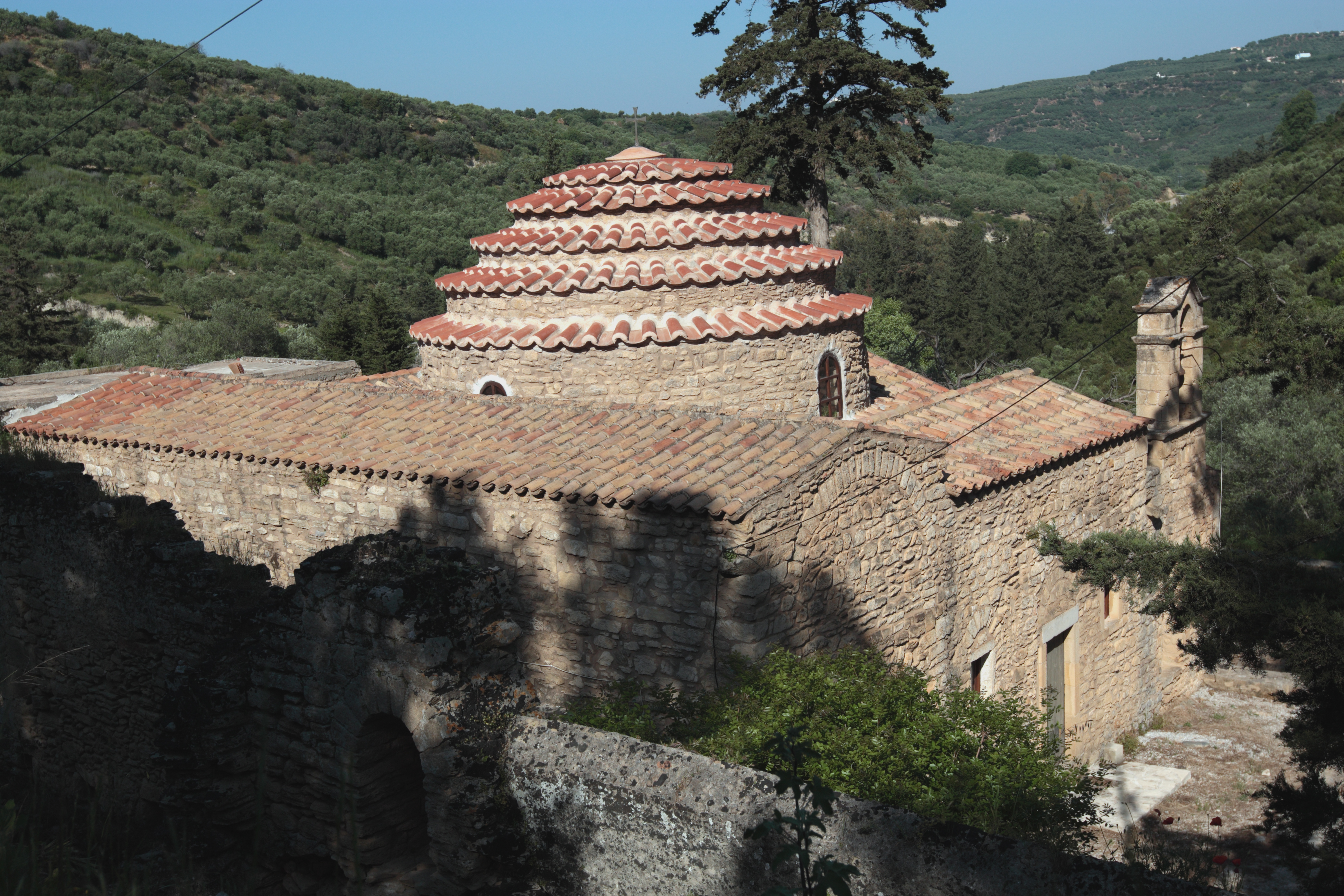
La rotonda di San Michele Arcangelo a Episkopi, Kissamos

### L'occupazione genovese e veneziana
Durante l'occupazione genovese, al fine di proteggere la città di Kissamos e il suo golfo, i genovesi vi costruirono una fortezza e successivamente i veneziani innalzarono una cinta mura intorno alla città, di cui oggi sono visibili solo alcuni tratti. La fortezza veneziana, il "Castelo" come veniva chiamato, è il luogo da cui proviene il nome "Kastelli", il secondo dei nomi della città, data l'importanza militare che la fortezza aveva in passato.
La fortezza fu originariamente costruita dal genovese Enrico Pescatore al posto dell'antica Kissamos, all'inizio del XIII secolo ed era una delle 15 fortezze che furono costruite poco dopo l'occupazione di Creta nel 1204. Quando i veneziani espulsero i genovesi, la fortezza entrò, come tutta l'isola, in loro possesso. La fortezza fu poi riparata e potenziata e divenne un'importante base difensiva nell'area.
Dal primo contrasto dei cretesi all'occupazione veneziana, la fortezza divenne uno dei bersagli degli insorti. Quando nel 1262 i Cretesi, con l'aiuto dell'imperatore bizantino Michele VIII Paleologo, si ribellarono ai veneziani, la fortezza subì un pesante attacco, ma non cadde nelle mani dei rivoltosi. Durante le rivoluzioni del 1333 e del 1341, i veneziani distrussero l'insediamento che si era sviluppato attorno alla fortezza. In un secondo momento rivalutarono questa scelta, decidendo di ricostruire quel villaggio, che divenne poi l'attuale Kissamos. Da quel momento in poi, l'insediamento fu chiamato Kastelli.
Nel 1538 la fortezza fu distrutta da Ariadeno Barbarossa e nel 1554 fu rapidamente riparata. Nel 1583, Kastelli aveva 845 abitanti. Nel 1595 la fortezza fu completamente distrutta da un terremoto, ma fu ricostruita nel 1635 dal veneziano Lorenzo Contarini.
Nel 1646 i turchi assediarono il forte, che era gravemente danneggiato. I turchi lo ripararono immediatamente. Pochi anni dopo, nel 1648, ebbe fine l'assedio di Creta che decretò il passaggio dell'isola dalla Serenissima all'Impero Ottomano, segnando così la fine di un periodo molto florido per la città, fatto di commerci e di influssi culturali italiani. 

### L'occupazione ottomana e le rivolte civili

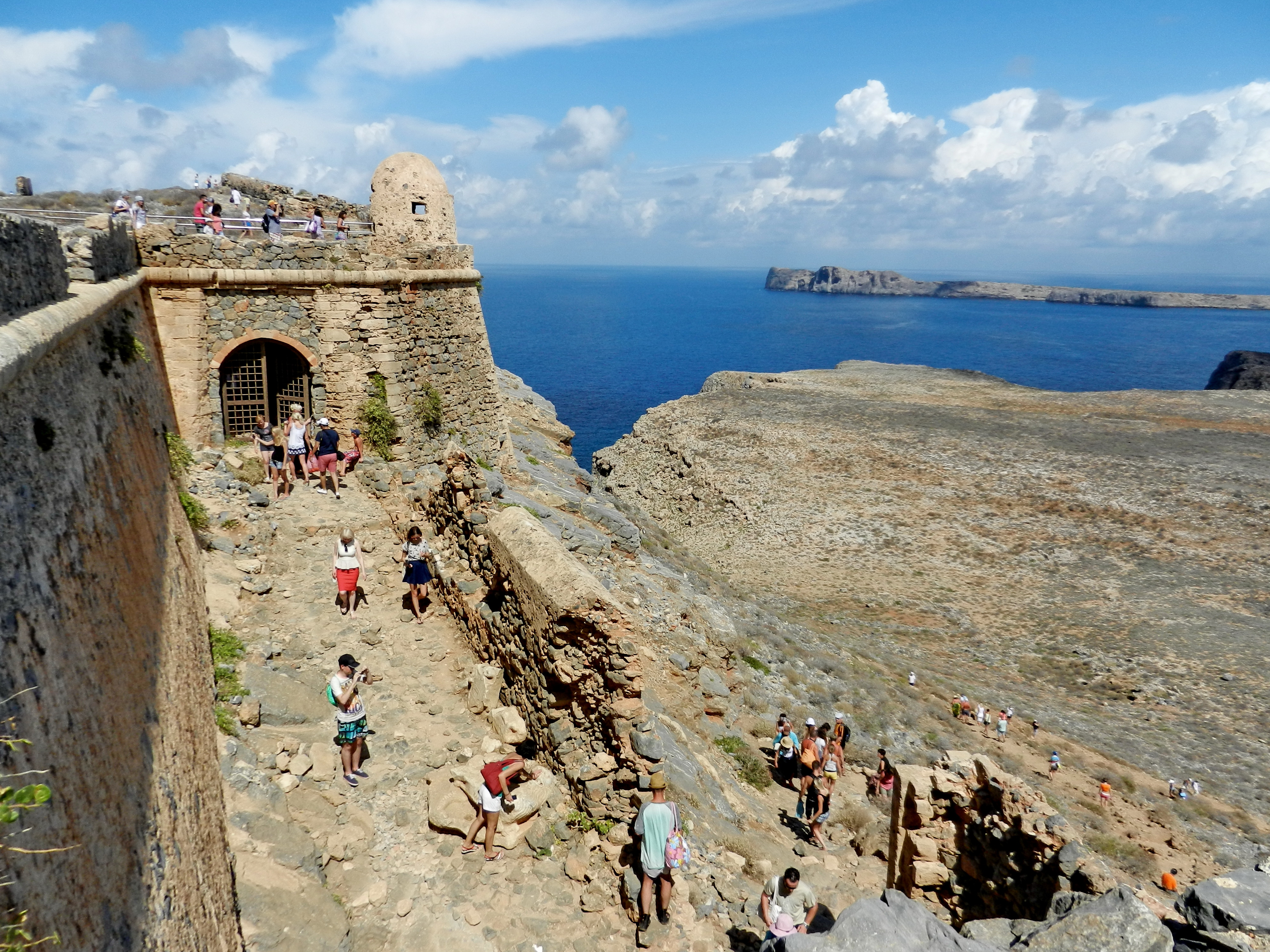
La fortezza di Grabusa

Nel 1692, quando ebbe luogo la prima rivoluzione cretese con l'ammiraglio veneziano Aloisio Mozenigo, i ribelli presero il controllo della fortezza, che fu poi ripreso dai turchi poco dopo.
Durante l'occupazione turca, la fortezza fu teatro di molte altre azioni rivoluzionarie. Nel 1821, il vescovo di Kissamos Melchizedek Despotakis fu imprigionato nella fortezza, per essere poi impiccato nel giorno dell'Ascensione. Con questo episodio il malcontento greco si inasprì e i 1 800 turchi di Kissamos dovettero rifugiarsi nella fortezza, che fu poi assediata dai ribelli. Nel febbraio 1823, come parte dei preparativi per lo sbarco del nuovo comandante generale a Creta, Emmanuel Tombazis, fu organizzata la spedizione contro le comunità turche di Kissamos e Selinos. 

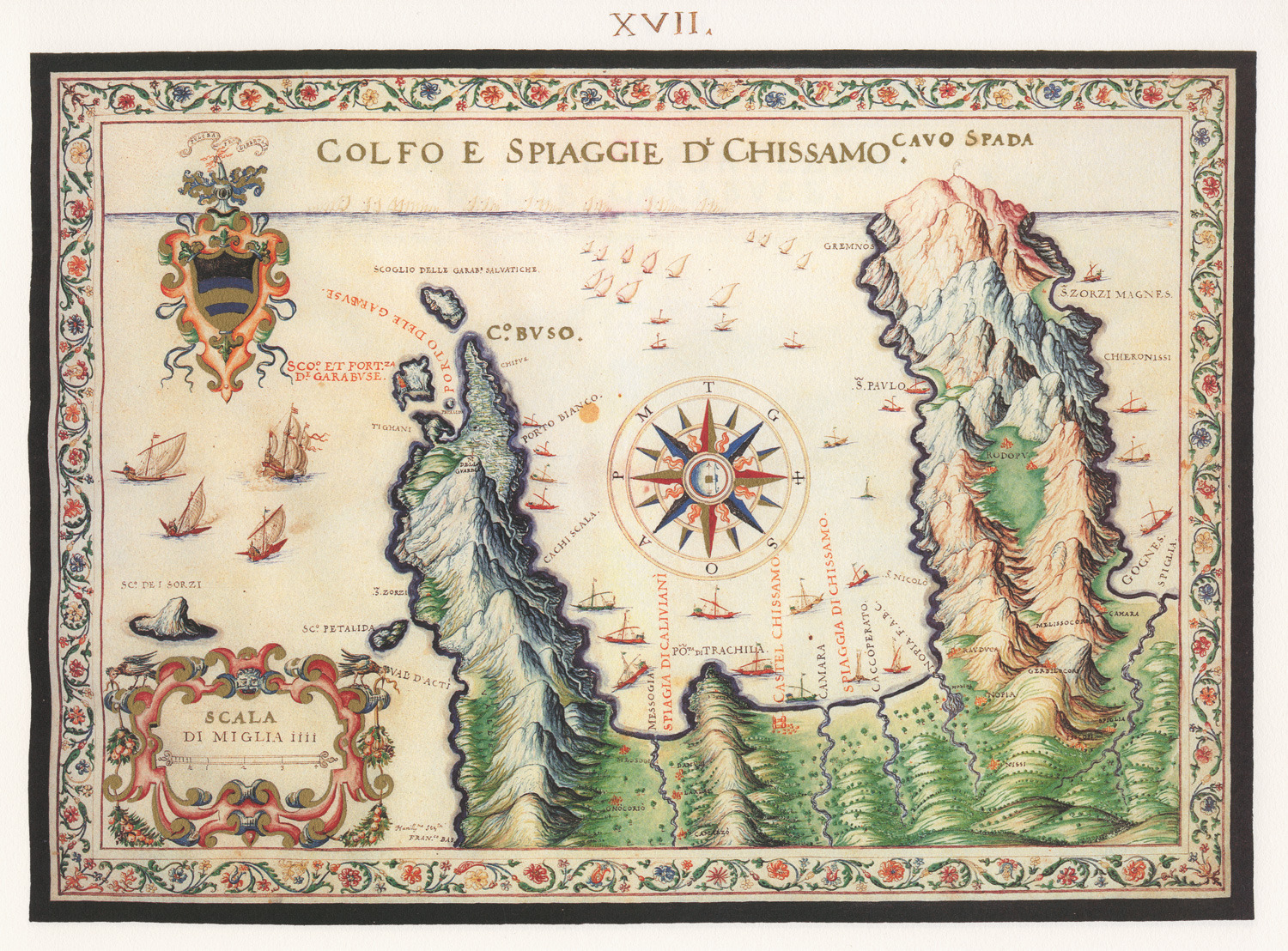
Mappa del Golfo di Kissamos del veneziano Francesco Basilicata

Il galeone Terpsichore arrivò al porto di Drapanias, trasportando Tombazis, che sostituì Mikhail Afenduliev e 600 volontari greci dall'Epiro. I Greci assediarono la fortezza fino al 25 maggio, quando i turchi la cedettero assieme al loro armamento. La bandiera greca era stata issata dopo secoli a Creta, ma solo temporaneamente.
I turchi infatti riunirono le forze e, dopo aspri combattimenti, riuscirono a fare ritorno nella fortezza di Kissamos. Nel 1825 la fortezza cadde di nuovo nelle mani di 900 rivoluzionari greci, che provenivano da Monemvasia, nel Pelonenneso. Inizialmente erano diretti a Gramvousa, ma il brutto tempo li portò ad attraccare a Kissamos e ad assediare la fortezza. Tuttavia, dopo 3/4 giorni, 2 000 turchi arrivarono a Kastelli e riconquistarono la fortezza, costringendo i greci a ritirarsi a Gramvousa, nel vecchio forte veneziano.
Nella grande rivoluzione del 1866, la fortezza fu di nuovo presa di mira dai ribelli greci, guidati da Skalidis. La fortezza fu assediata dal colonnello Bizantios e dal maggiore Froudarakis, ma l'assedio fu revocato quando quest'ultimo fu ucciso. Tra il 1897 e il 1898, la storia si ripeté.

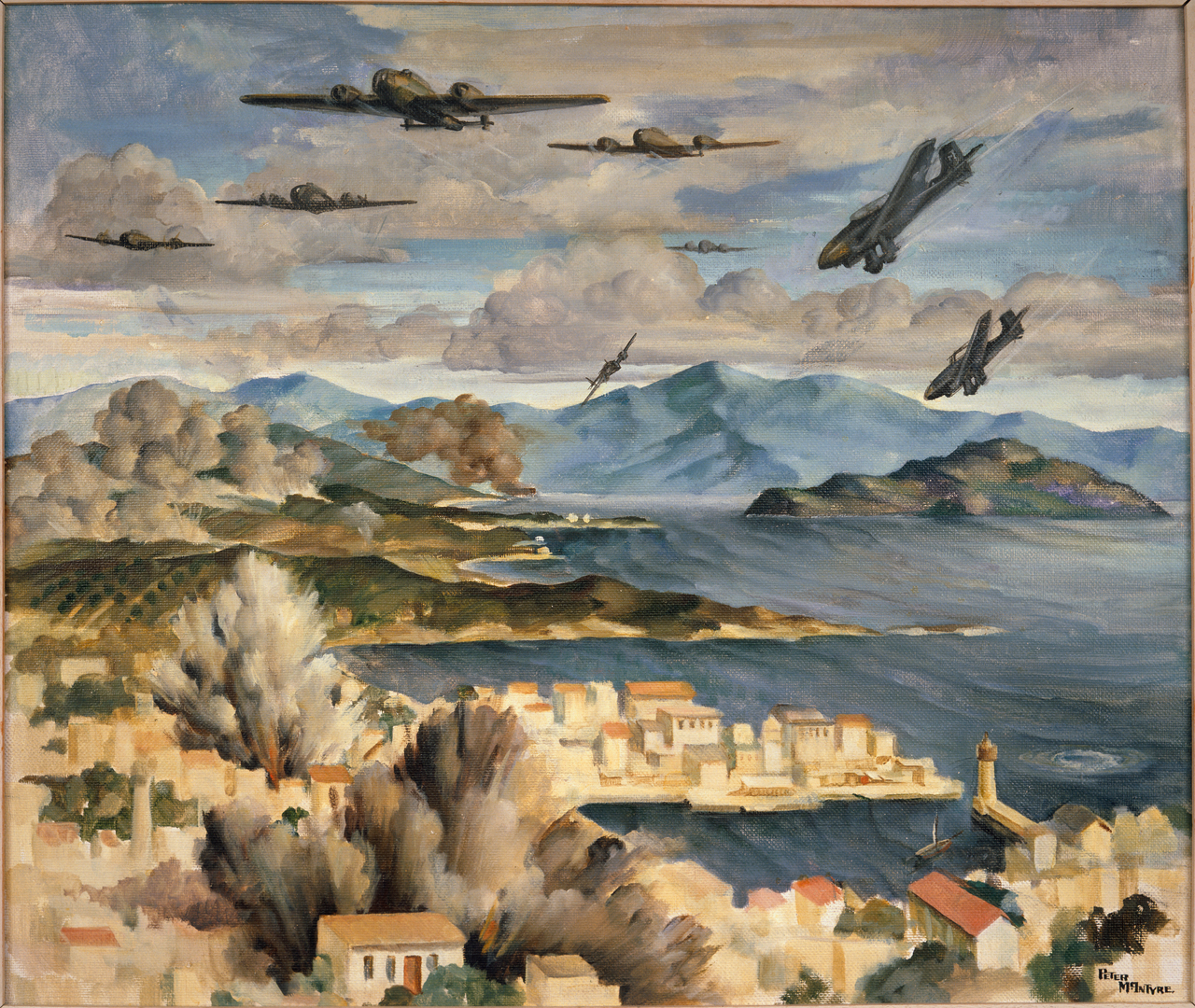
Un quadro raffigurante la battaglia di Creta

### Dall'unione con la Grecia fino ai giorni
Anche Kissamos, come tutta l'isola di Creta, fu coinvolta nella lotta contro i turchi, che culminò con la creazione di uno Stato cretese de facto, che durò fino al 1913. In quell'anno l'isola fu annessa al Regno di Grecia.
Durante la Seconda Guerra Mondiale, nel 1944, la fortezza fu bombardata dai tedeschi nella battaglia di Creta e fu allora che questo grande castello fu quasi completamente distrutto. Oggi sopravvivono solo alcune parti della fortezza e delle mure, sparse in vari angoli della città.
Nel 1964 fu deciso ufficialmente di utilizzare il nome greco "Kissamos", escludendo il nome di epoca veneziana "Kastelli", anche se in molte carte e guide è ancora indicato il secondo nome.

## Economia
L'economia è a carattere prevalentemente agricolo, basata sulla produzione di olio d'oliva e vino, sulla coltivazioni di ortaggi anche in serra. Diffusa è la pastorizia e in misura minore vi si allevano bovini. Il turismo è un fenomeno di dimensioni crescenti. Le attrazioni principali sono le spiagge di Balos e Elafonissi, che portano alle casse del comune enormi incassi poiché di proprietà comunale, la spiaggia di Falasarna e i vari monasteri come Chrisoskalitissa, Panagia Odigitria e le grotte dove si rifugiò San Giovanni l'Eremita, a Marathokefala.

## Infrastrutture e trasporti
L'accesso principale al comune è garantito dalla strada Chanià-Kissamos di 42 km. Strade secondarie lo collegano a Elos e Palechora. Esistono anche collegamenti marittimi con le isole di Cerigo (Citera) e Grabusa, con la spiaggia di Balos e con i porti di Gytheio (Gizio) e Gerakas nel Peloponneso.

## Centri abitati

### Kissamos
Kissamos, detta anche Kastelli poiché antica sede di un castello costruito al tempo della dominazione veneziana, è la sede del municipio. Del suo passato ellenistico e romano conserva pochissime tracce: resti dell'acquedotto e qualche mosaico che ornava i pavimenti di due case romane del II e del III secolo d.C. Il piccolo museo archeologico è ospitato in un edificio che fungeva da tribunale al tempo della dominazione ottomana. I veneziani la cinsero di mura possenti di cui rimane ancora qualche bastione e vi edificarono un castello. Oggi Kissamos è una tranquilla città, dotata di un lungo arenile che richiama un discreto flusso turistico. Tra i monumenti si trova anche la cattedrale dell'Annunciazione, sede della metropolia di Kissamos e Selino.